# Redif (verstan)
A redif vagy radíf a klasszikus újperzsa és török költészet verstani fogalma. Eredeti értelmében a sorvégi kísérő rímet, rímtoldalékot nevezték így, amely tipikusan ismétlődő toldalék, rag vagy egyéb partikula volt. A későbbiekben a fogalom jelentése szétvált, a perzsa (és innen az urdu) költészetben kiterjedt a két rímelő szó vagy szótag közötti szavakra is, míg a török költészetben a 19. századig voltaképpen a verssor végi rímelő szótagot jelölte.